# Salvatore Vassallo
Salvatore Vassallo (San Giovanni a Piro, 17 novembre 1965) è un politologo e politico italiano, professore di scienza politica e politica comparata all'Università di Bologna e, dal 2007 al 2013, esponente del Partito Democratico.

## Biografia
Nato a San Giovanni a Piro, in provincia di Salerno, dove si laurea all'Università degli Studi di Salerno nel 1992, consegue il dottorato di ricerca all'Università di Firenze nel 1997. Dal 1997 al 1999 è a Firenze, poi, dal 1999 al 2001, all'Università di Bologna. Diviene professore dal 2001. È stato visiting scholar presso l'Università di Oxford, l'Università della California (a Berkeley e a Los Angeles) e presso la London School of Economics. Ha scritto numerose pubblicazioni di settore.
Dal 2002 al 2006 ha ricoperto il carica di vice-direttore della fondazione di ricerca Istituto Carlo Cattaneo di Bologna. Dal 2020 è direttore dello stesso Istituto.

### Attività politica
In gioventù è stato dirigente nazionale della Federazione universitaria cattolica italiana. Nel 2006 partecipa con una propria relazione al convegno dell'Ulivo a Orvieto per la costruzione del Partito Democratico. Con la nascita di quest'ultimo, la sua proposta di riforma della legge elettorale viene fatta propria dal segretario Walter Veltroni l'11 novembre 2007. Ha presieduto la commissione nazionale per lo statuto del Partito Democratico.
L'anno successivo, su indicazione dello stesso Veltroni, viene eletto nella circoscrizione Emilia-Romagna alle politiche del 2008.
Nel dicembre 2012 è candidato alle primarie per la scelta dei candidati parlamentari del PD in vista delle elezioni del 2013, risultando decimo classificato in provincia di Bologna, dietro a Andrea De Maria, Marilena Fabbri, Claudio Broglia, Rita Ghedini, Donata Lenzi, Sandra Zampa, Sergio Lo Giudice, Paolo Bolognesi, Virginia Gieri; rinuncia alla ricandidatura per il parlamento.
È stato direttore dalla fondazione Scuola di Politica, fondata nel 2008 assieme a Michele Salvati, poi confluita nel 2010 nella Fondazione Democratica voluta da Walter Veltroni.
All'inizio del 2013 ha fondato Bodem, la rivista dei democratici bolognesi. Sempre nel 2013, viene eletto componente della commissione di garanzia del Partito Democratico, dall'Assemblea nazionale PD, svoltasi il 15 dicembre 2013 a Milano.
Nel 2015, dalle esperienze precedenti, nasce la fondazione "iDemLab", di cui diventa presidente.
Dal 2019 non ricopre alcun incarico politico, né in organismi, associazioni o fondazioni culturali di partito.

## Vita privata
È sposato con Elisabetta Gualmini, anch'ella politologa, politico ed esponente del Partito Democratico, vicepresidente della Regione Emilia-Romagna dal 2014 al 2019 ed europarlamentare.

## Pubblicazioni
- Il divario incolmabile. Rappresentanza politica e rendimento istituzionale nelle regioni italiane, il Mulino, 2013.
- 2014, Liberiamo la politica, il Mulino.
- (EN) Parliament, in The Oxford Handbook of Italian Politics, Oxford University Press, 2015,  pp. 107-119.
- con Ilvo Diamanti, Le elezioni politiche del 9-10 aprile. Un paese diviso a metà. Anzi: in molti pezzi, in Politica in Italia. Edizione 2007, Bologna, il Mulino, 2007,  pp. 81-102.